# Ајос Никитас
Ајос Никитас ( грч. Άγιος Νικήτας) насеље је на грчком острву Лефкада. Део је општине града Лефкаде. Насеље чине мала преноћишта и хотели поред плаже. Смештено је на северозападној обали, 4 километра северозападно од Карије и 10 километара југозападно од Лефкаде. Насеље има цркву.

## Становништво
| Година | Популација |
| ------ | ---------- |
| 1981.  | 69         |
| 1991.  | 112        |
| 2001.  | 66         |
| 2011.  | 108        |